# Su Xiongfeng
Su Xiongfeng (chiń. 苏雄锋; ur. 21 marca 1987 w Wuhanie) – chiński lekkoatleta, specjalizujący się w skoku w dal.
W 2009 zajął czwartą lokatę na uniwersjadzie w Belgradzie. Rok później został wicemistrzem igrzysk azjatyckich. Medalista mistrzostw Chin.
Rekordy życiowe: stadion – 8,21 (28 kwietnia 2012, Wuhan): hala – 8,27 (11 marca 2010, Nankin); rezultat ten jest halowym rekordem Azji oraz był najlepszym wynikiem sezonu halowego 2010.

## Osiągnięcia
| Rok  | Impreza                   | Miejsce  | Lokata            | Wynik |
| ---- | ------------------------- | -------- | ----------------- | ----- |
| 2009 | Uniwersjada               | Belgrad  | 4. miejsce        | 7,90  |
| 2010 | Igrzyska azjatyckie       | Kanton   | 2. miejsce        | 8,05  |
| 2011 | Mistrzostwa Azji          | Kobe     | 1. miejsce        | 8,19  |
| 2011 | Uniwersjada               | Shenzhen | 1. miejsce        | 8,17  |
| 2011 | Mistrzostwa świata        | Taegu    | el. – 32. miejsce | 7,03  |
| 2012 | Halowe mistrzostwa świata | Stambuł  | el. – 15. miejsce | 7,42  |